# Rectum
Pour les articles homonymes, voir Rectum (homonymie).
 (octobre 2022).
Si vous disposez d'ouvrages ou d'articles de référence ou si vous connaissez des sites web de qualité traitant du thème abordé ici, merci de compléter l'article en donnant les références utiles à sa vérifiabilité et en les liant à la section « Notes et références ».
Le rectum est le dernier segment du tube digestif reliant le côlon sigmoïde à l'anus. Il est composé de deux parties distinctes : l'ampoule rectale qui permet le stockage des matières fécales en attente de la défécation (réservoir), et le canal anal qui permet la continence.
Notons que pour certains auteurs, le canal anal ne fait pas partie du rectum et est donc indépendant.

## Étymologie
Le substantif masculin « rectum » (prononcé : [ʀεktɔm] ) est attesté dès le XIVe siècle : d'après le Trésor de la langue française informatisé, sa plus ancienne occurrence se trouve dans la Chirurgia Magna de Guy de Chauliac, achevée vers 1363. C'est un emprunt au latin médiéval rectum.
Le mot provient du latin rectus, qui signifie « droit », et ce, bien que le rectum soit courbe chez l'humain du fait de la concavité du sacrum et du coccyx. C'est que cette structure a d'abord été identifiée et nommée chez les singes, dont le rectum est droit.

## Anatomie
Le rectum débute au niveau de la 3e vertèbre sacrée, après que le côlon sigmoïde a perdu son méso. 

Il mesure environ 15 cm de haut chez l'adulte. Parmi ces 15 cm, environ 7 sont intra-péritonéaux et le reste est extra-péritonéal.
L'ampoule rectale, qui stockera les matières fécales en attente de la défécation, mesure environ 5 cm de haut. 

Le rectum est recouvert de péritoine sur sa face avant et ses faces latérales, mais pas sur sa face postérieure ; il n'est de ce fait pas un organe péritonéal mais sous-péritonéal.
Parmi ses rapports anatomiques, on retrouve :
- Chez l'homme : des anses de l'intestin grêle, la prostate et les vésicules séminales à travers le fascia de Denonvilliers, la vessie et le côlon sigmoïde qui repose sur cette dernière.
- Chez la femme :  
  - Rapport du rectum péritonisé : des anses de l'intestin grêle, le côlon sigmoïde lorsqu'il bascule en avant sur l'appareil génital, la face postérieure du vagin et du col de l'utérus à travers le cul-de-sac de Douglas (recto-vaginal).
  - Rapport du rectum sous-péritonisé : la cavité vaginale à travers le fascia recto-vaginal, cette dernière étant virtuelle, il est aussi en rapport avec la face postérieure de la vessie.

### Ampoule rectale
L'ampoule rectale est la section du rectum située entre la partie péritonisée (au-dessus) et le canal anal en dessous.
À la surface de l'ampoule rectale, on retrouve 3 dépressions constantes lorsque l'ampoule est vide. Une à droite et deux à gauche. Contrairement à l'axe sigmoïdien, son grand axe est dirigé vers le bas et l'avant ; on le nomme axe rectal.
Entre l'ampoule et le canal anal, le muscle pubo-rectal forme une sangle qui crée un cap anal. Lorsque le muscle se contracte, il ferme cet angle pour la continence. L'angle du cap anal fait environ 115° lorsque le muscle est contracté et 137° lorsque celui-ci est relâché.

### Canal anal
Le canal anal est le segment périnéal de l'appareil digestif faisant suite au rectum (pour certains, il en fait partie). Il est entouré par un manchon musculoaponévrotique constitué par l’aponévrose pelvienne, le muscle élévateur de l'anus et le sphincter externe.

## Vascularisation

### Artérielle
Le sang artériel est apporté au rectum par trois paires d'artères rectales. L'artère mésentérique inférieure après avoir donné les artères sigmoïdiennes forme deux artères rectales supérieures : une ventrale et une dorsale, la première à gauche la seconde à droite. L'artère iliaque interne donne ensuite de chaque côté une artère rectale moyenne qui est une artère inconstante. Et l'artère pudendale interne qui fait suite à l'artère iliaque interne donne à gauche et à droite une artère rectale inférieure.
Enfin l’artère sacrale médiane, la branche terminale de l'aorte, participe à la vascularisation de la face postérieure du rectum.
Il existe de grandes anastomoses entre ces artères, telles qu'on ne retrouve jamais d'ischémie au niveau du rectum contrairement à l'intestin grêle par exemple. À noter que les artères rectales inférieures forment aussi des anastomoses avec l'artère fémorale homolatérale.

### Veineuse
Le rectum est drainé par 3 paires de veines, les veines rectales supérieure, moyenne et hémorroïdale interne et le canal anal est lui drainé par une veine hémorroïdale externe. La veine rectale supérieure est relié au système porte via la veine mésentérique inférieure.
 
Les veines rectales moyennes se jettent dans les veines iliaques internes de même pour les veines hémorroïdales interne et externe via la veine rectale inférieure puis la veine pudendale. La veine iliaque interne rejoint de chaque côté la veine iliaque externe pour former la veine iliaque commune pour se jeter enfin dans la veine cave inférieure.

Lors d'une hyper-pression portale (lors de cirrhose par exemple), le sang peut affluer dans les veines rectales supérieures et via les veines hémorroïdales internes, se jeter dans le système cave, créant ainsi une anastomose porto-cave. Ces anastomoses tendent à faire dilater les veines hémorroïdales qui peuvent se déchirer et provoquer une hémorragie rectale. Toutefois, en pratique clinique, les hémorroïdes sont loin d'être constantes dans un tableau de cirrhose. Les anastomoses porto-caves sont bien plus fréquemment constituées par les veines abdominales superficielles ("tête de méduse") ou les veines œsophagiennes ("varices œsophagiennes").

### Lymphatique
La circulation lymphatique varie suivant la secteur drainé. 

Pour le rectum et la partie du canal anal se trouvant au-dessus du plancher pelvien, la circulation lymphatique va en suivant soit l'artère iliaque interne, soit l'artère mésentérique supérieure. Dans le premier cas, elle passera par les lymphonodes iliaques internes puis communs et rejoindra les nœuds latéro-aortiques ; dans le second cas, elle peut court-circuiter ces nœuds en passant par les vaisseaux lymphatiques longs et se jeter dans les lymphonodes mésentériques inférieurs puis latéro-aortiques.

Pour les territoires du canal anal situé sous le plancher pelvien, la circulation lymphatique va d'abord passer par les nœuds lymphatiques inguinaux superficiels puis iliaques externes avant de se jeter dans les nœuds iliaques communs et rejoindre la circulation qui est passée par les nœuds iliaques internes.

## Innervation
L'innervation du rectum est majoritairement inconsciente et relève du système nerveux autonome.
 
Le système sympathique a un rôle de continence et de remplissage du rectum, il inhibe la contraction de l'ampoule rectale et stimule la contraction du sphincter interne lisse. Au contraire le système parasympathique provoque la défécation, il stimule la contraction de l'ampoule rectale et inhibe la contraction du sphincter interne lisse.

La défécation peut-être repoussée grâce à la contraction sphincter externe strié conscient. Ce dernier est innervé par le nerf anal branche du nerf pudendal. L'innervation sensitive relève d'une autre branche du nerf pudendal, le nerf perforant cutané de l'anus. Il innerve le territoire se trouvant sous la ligne pectinée et rejoint la moelle épinière en S3. Il joue un rôle dans le mécanisme réflexe de la contraction du sphincter strié lorsque de la matière fécale ou des gaz passent dans le canal.

## Pathologie et examens médicaux
Le rectum peut être touché par diverses pathologies (rectite, hémorroïdes, cancer du rectum)
Le rectum est le siège des examens médicaux suivants :
- le toucher rectal consiste en l'introduction d'un doigt ganté et lubrifié dans le rectum, avec lequel le médecin peut déceler l'existence éventuelle de polypes ou tumeurs dans le rectum (voir cancer du côlon), palper la prostate pour déceler une éventuelle masse suspecte, palper l'utérus et les organes sexuels féminins, ou enfin palper l'appendice afin de confirmer un diagnostic d'appendicite. Le toucher rectal (pratiqué par un médecin réquisitionné) sert aussi à explorer le rectum lorsqu'il existe des indices sérieux qu'une personne transporte des produits stupéfiants dans son organisme ;
- la prise de température rectale consiste en la mesure de la température du corps humain par le biais d'un thermomètre médical introduit via l'anus ; cette voie est considérée comme la plus précise, et est habituelle en ce qui concerne les bébés et jeunes enfants, mais elle est peu à peu délaissée au profit de méthodes de prise moins invasives ;
- l'anuscopie est l'inspection visuelle du bas rectum au moyen d'un anuscope afin d'examiner une lésion suspecte.
- le rectum constitue aussi la voie d'entrée pour les examens de coloscopie (examens conseillés de pratiquer dès l'âge de 50ans) où une caméra est introduite. Ceci permet l'exploration du colon afin de trouver ou non la présence de tumeurs ou autre maladie.
- le rectum permet aux ostéopathes de déplacer le coccyx lors de traumatisme en venant y insérer des doigts.